# 新東松山橋

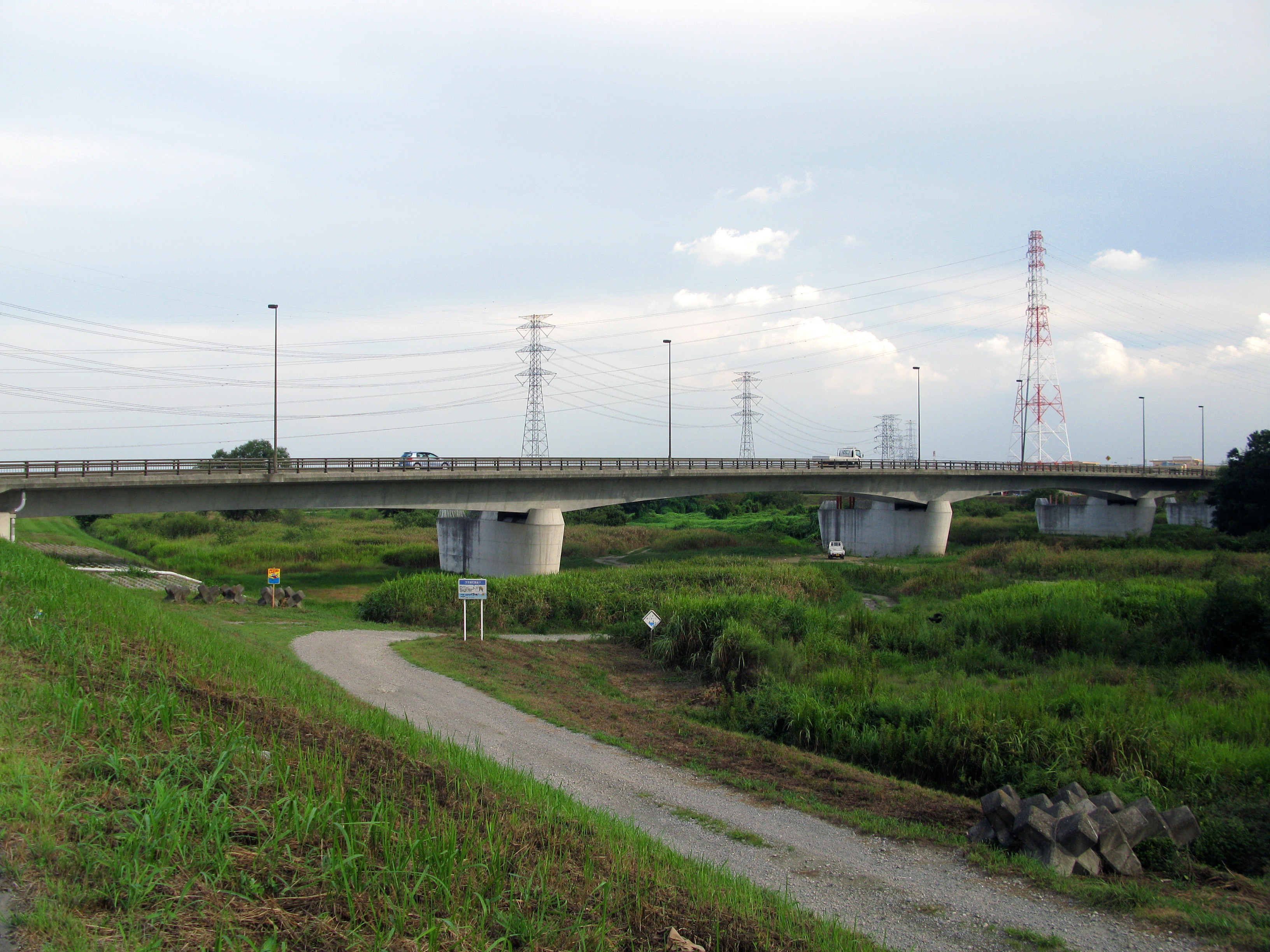
新東松山橋（2012年10月）

新東松山橋（しんひがしまつやまばし）は、埼玉県東松山市あずま町と同市下押垂の間を流れる都幾川に架かる国道407号東松山バイパスの道路橋である。

## 概要
橋長246.0 m、幅員11.15 m、最大支間長56.0 mの5径間PC連続箱桁橋で、上下線合計幅員は23.5 mの4車線の橋である。歩道は両側に設置されている。橋軸が流心に対し直角になっておらず斜橋である。 両側の取り付け道路（アプローチ区間）は両側とも盛土である。堤防天端の道路から橋へは、両岸側ともアクセス可能となっている。2015年2月4日に東松山市下野本〜あずま町の4車線化の併用により新東松山橋も4車線が開通した。名前の由来は国道407号旧道の都幾川に架かる橋が「東松山橋」であり、その新しい道路の橋ということにちなんでいる。

## 歴史
- 2007年（平成19年）3月25日 - 西側の橋完成。暫定2車線で開通。
- 2015年（平成27年）2月4日 - 東側の橋が完成し、4車線併用開始[3]。

## 周辺
橋の南側は高坂駅東口第二地区区画整理地域内で、都市再生機構によって街の造成が進み、ピオニウォーク東松山などの大型商業施設も建設されている。橋の北側は水田などの農地である。
- 高坂駅
- 高坂館（高済寺）
- 高坂郵便局
- 都幾川リバーサイドパーク
- うらら花高坂
  - ピオニウォーク東松山
- 下押垂公会堂
- 早俣子供広場
- 神秘珍々ニコニコ園（珍スポット）（閉園）

## 風景

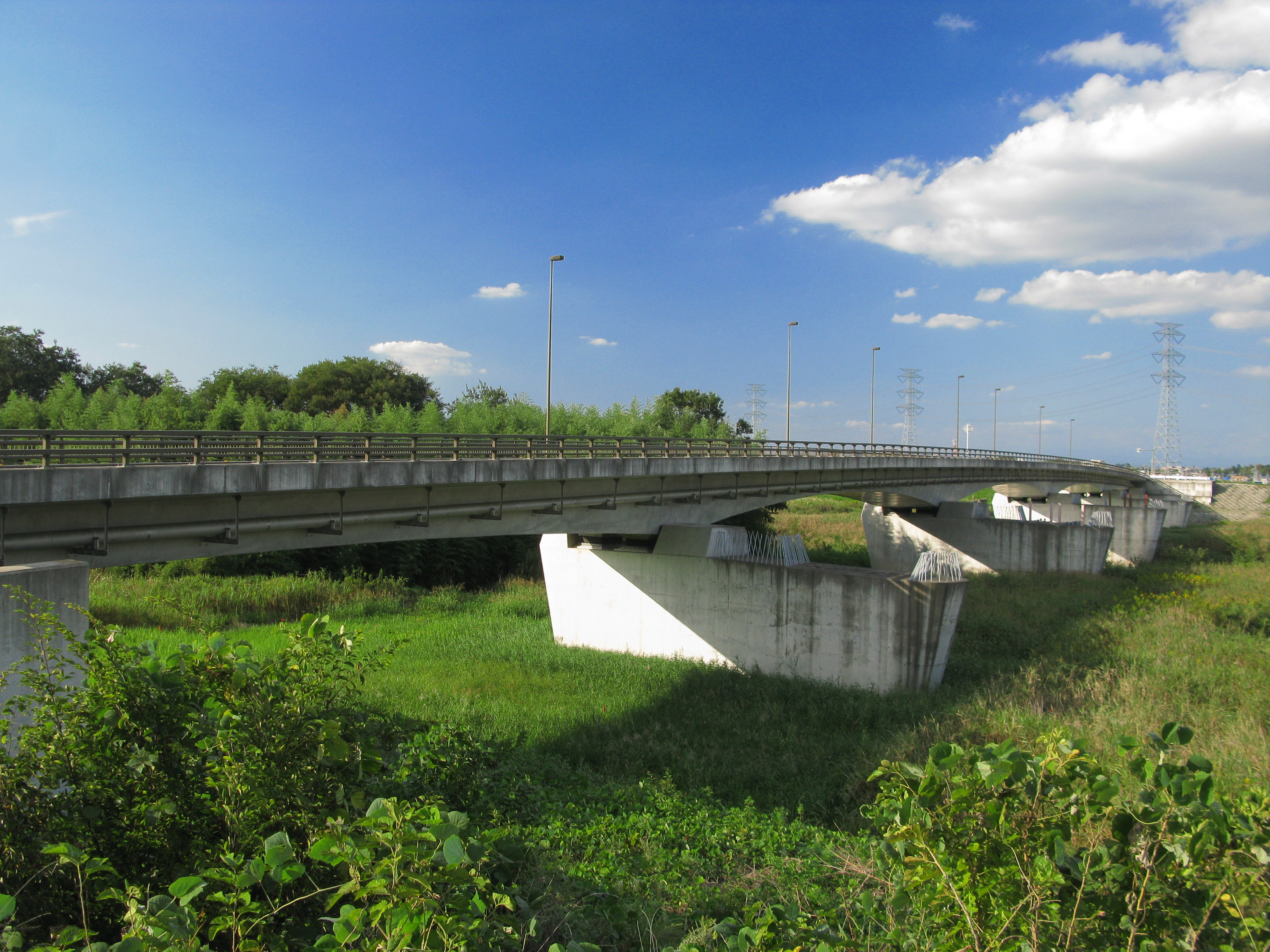
右岸下流側から
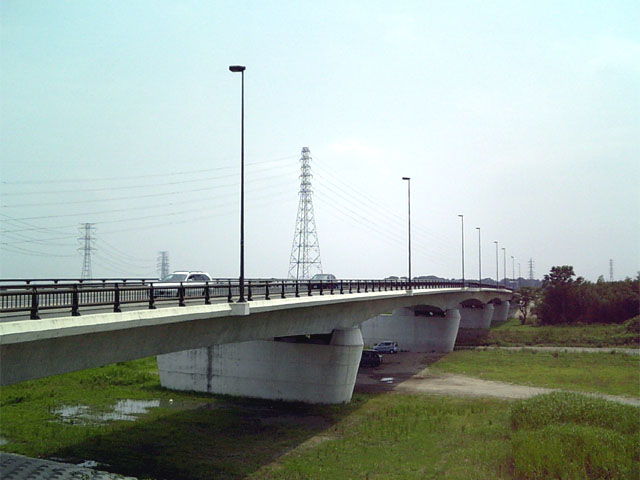
左岸上流側から

## 隣の橋
- 都幾川

（上流） - 都幾川橋梁 - 東松山橋 - 新東松山橋 - 高野橋 - 早俣橋 - （下流）